# Buddy Bell
Buddy Bell, właśc. David Gus Bell (ur. 27 sierpnia 1951) – amerykański baseballista, który występował na pozycji trzeciobazowego.
W czerwcu 1969 został wybrany w 16. rundzie draftu przez Cleveland Indians, w którym zadebiutował 15 kwietnia 1972. Rok później po raz pierwszy wystąpił w Meczu Gwiazd, w którym zaliczył triple'a. 
W grudniu 1978 przeszedł do Texas Rangers za Toby'ego Harraha. Jako zawodnik tego klubu cztery razy był wybierany do All-Star Game, sześć razy zdobył Złotą Rękawicę i raz otrzymał nagrodę Silver Slugger Award. Grał jeszcze w Cincinnati Reds, Houston Astros i ponownie w Texas Rangers, w którym zakończył zawodniczą karierę. W późniejszym okresie był między innymi menadżerem Detroit Tigers], Colorado Rockies i Kansas City Royals, z którymi osiągnął bilans 184–277.
W 2004 został uhonorowany w Texas Rangers Hall of Fame.

## Nagrody i wyróżnienia
| Nagroda/wyróżnienie  | Lata                         | Źródło |
| 5× All-Star          | 1973, 1980, 1981, 1982, 1984 | [ 1 ]  |
| 6× Gold Glove Award  | 1979–1984                    | [ 1 ]  |
| Silver Slugger Award | 1984                         | [ 1 ]  |